# جزيرة جروت آيلاند
جزيرة جروت آيلاند (بالإنجليزية: Groote Eylandt)‏ هي جزيرة في خليج كاربنتاريا في شمال أستراليا يبلغ طولها 64 كم وعرضها 48 كم.

## أعلام
- ديفيد وارن